# موسى جلبي
موسى جلبي (بالتركية: Musa Çelebi) هو أحد الأمراء العثمانيين، شارك في حكم الامبراطورية العثمانية لمدة ثلاث سنوات من 1411 حتى 1413، وموسى هو الابن الثاني للسلطان بايزيد الأول والشقيق الأصغر لعيسى الجلبي كما له أخ آخر اسمه سليمان جلبي، الجلبي هو لقب تركي بمعنى "أمير"، ويُنطق الچلبي (التشلبي) ويعرف هذا الاسم تاريخيا بالقادة والنبلاء العثمانيين، ومعناه الرجل القوي والحكيم.

## أبواه
والده هو السلطان بايزيد الأول ، وأمه قد تكون دولت شاه خاتون أو زوجة أخرى بيزنطية لبايزيد الأول، مع اختلاف في المراجع بهذا الأمر.